# ペレグリーノ・アンセルモ
ペレグリーノ・アンセルモ（Juan Peregrino Anselmo, 1902年4月30日 - 1975年10月27日）は、ウルグアイ出身のサッカー選手である。ポジションはFW。
1927年から1935年までウルグアイ代表のFWとしてプレイ。その間、南米選手権（現コパ・アメリカ）、オリンピック、地元ウルグアイで開かれた第1回FIFAワールドカップなど、数々のタイトル獲得に貢献した。1930年W杯では3ゴールを挙げ、準決勝のユーゴスラビア戦では2ゴールを決めた。
引退後は現役時代一筋で過ごしてきたCAペニャロールの監督を務めた。

## 獲得タイトル

### 代表
- 南米選手権　1回　1935年 - 優勝
- オリンピック　1回　　1928年 - 金メダル
- FIFA ワールドカップ　1回　1930年 - 優勝